# Anthericum
Anthericum es un género de alrededor de 300 especies de plantas perennes,  con raíces rizomatosas o tuberosas de la antigua familia Agavaceae ahora subfamilia Agavoideae. Anteriormente se la ubicaba en una definición muy amplia de las liliáceas.

## Distribución
Los miembros de este género son oriundos principalmente de África y Madagascar, en zonas tropicales, también está presente en Europa.

## Características
Las especies tienen rizomas o raíces tuberosas, hojas estrechas, largas y vástagos ramificados de flores blancas en forma de estrella. No muchas crecen cultivadas. Algunas especies que se incluían en este género, ahora se clasifican como Chlorophytum, como la planta de la araña, una planta familiar y popular de la casa. Otras, incluyendo el lirio de san Bruno o flor de Lis, son consideradas por algunos como parte del género diferenciado Paradisea.

## Taxonomía
El género fue descrito por Carlos Linneo y publicado en Species Plantarum 1: 310. 1753.

## Especies seleccionadas
- Anthericum baeticum
- Anthericum hookeri (Syn. A. chrysobactron)
- Anthericum liliago - Anthericum flor de Lis.
- Anthericum ramosum - Anthericum ramificado.
- Anthericum torreyi - Anthericum norteamericano (la única especie de Anthericum que crece en Norteamérica).[5]

## Anteriormente aquí emplazadas
- Arthropodium cirrhatum (G.Forst.) R.Br. (as A. cirrhatum G.Forst.)
- Bulbine frutescens (L.) Willd. (as A. frutescens L.)
- Bulbine longiscapa (Jacq.) Willd. (as A. longiscapum Jacq.)
- Bulbinella hookeri (Colenso ex Hook.) Cheeseman (as A. hookeri (Colenso ex Hook.) Hook.f.)
- Bulbinella nutans subsp. nutans (as A. nutans Thunb.)
- Chlorophytum bichetii (Karrer) Backer (as A. bichetii hort. ex Backer, nom. inval.)
- Chlorophytum capense (L.) Voss (as A. elatum Aiton)
- Chlorophytum macrophyllum (A.Rich.) Asch. (as A. macrophyllum A.Rich.)
- Eccremis coarctata (Ruiz & Pav.) Baker (as A. coarctatum Ruiz & Pav.)
- Echeandia flavescens (Schult. & Schult.f.) Cruden (as A. flavescens Schult. & Schult.f. and A. torreyi Baker)
- Drimia fragrans (Jacq.) J.C.Manning & Goldblatt (as A. fragrans Jacq.)
- Drimia physodes (Jacq.) Jessop (as A. physodes Jacq.)
- Narthecium ossifragum (L.) Huds. (as A. ossifragum L.)
- Pasithea caerulea (Ruiz & Pav.) D.Don (as A. caeruleum Ruiz & Pav.)
- Simethis planifolia (Vand. ex L.) Gren. & Godr. (as A. planifolium Vand. ex L.)[6]